# Norwegisches Bergwerksmuseum

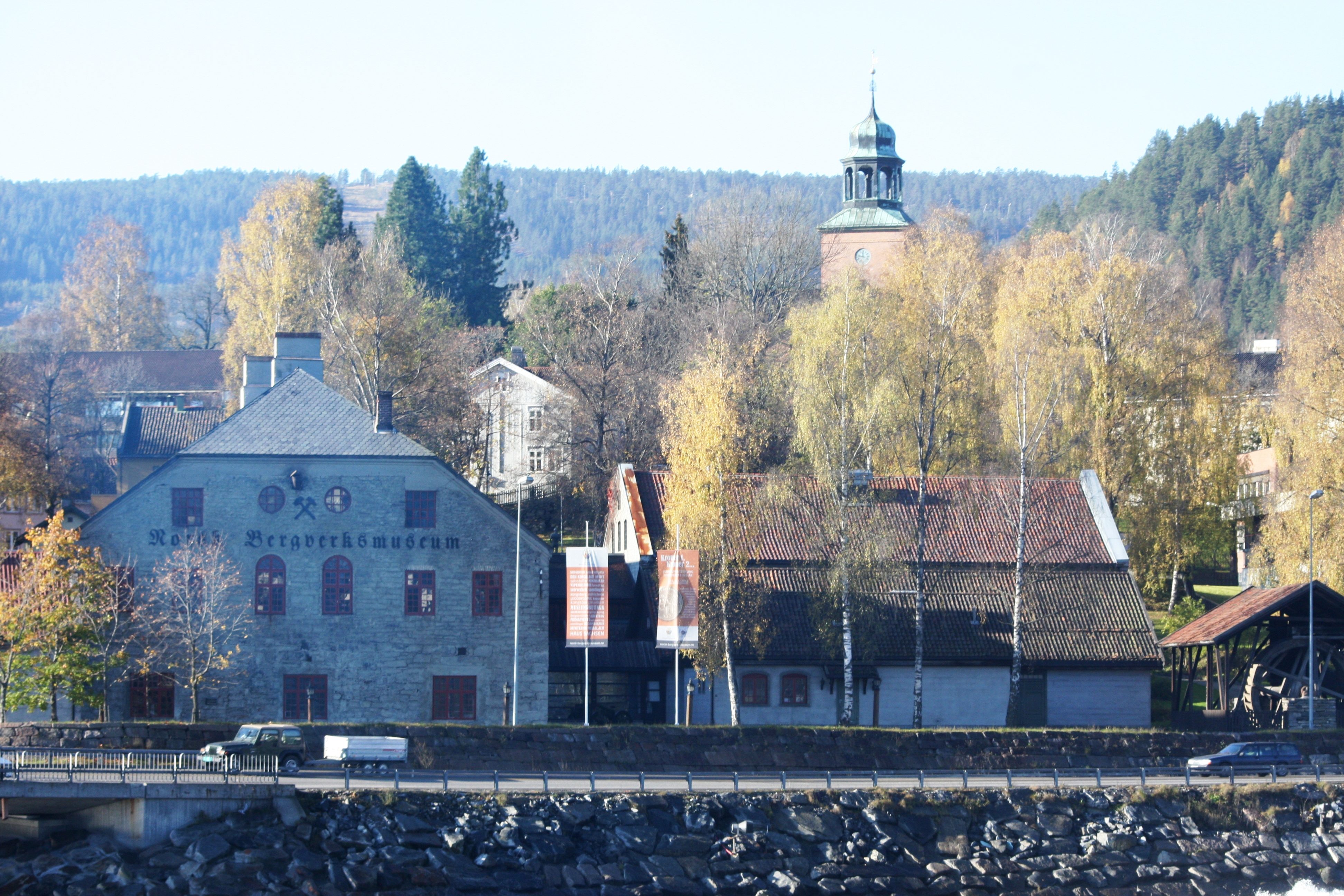
Das Domizil des Norwegischen Bergwerksmuseums in Kongsberg.

Das Norwegische Bergwerksmuseum (norwegisch Norsk Bergverksmuseum) ist das Norwegische Nationalmuseum zum Bergbau. Das Museum befindet sich in Kongsberg in der ehemaligen Smeltehytte von 1844 an der Hyttegata 3 und hat seine Nebenstelle an dem alten Silberbergwerk Kongsberg (Kongsberg Sølvverk) in Saggrenda 59,63° N, 9,6° O. Das Museum vermittelt durch seine verschiedenen Ausstellungen die 335-jährige Geschichte des Bergbaus in Kongsberg.

## Museumsabteilungen

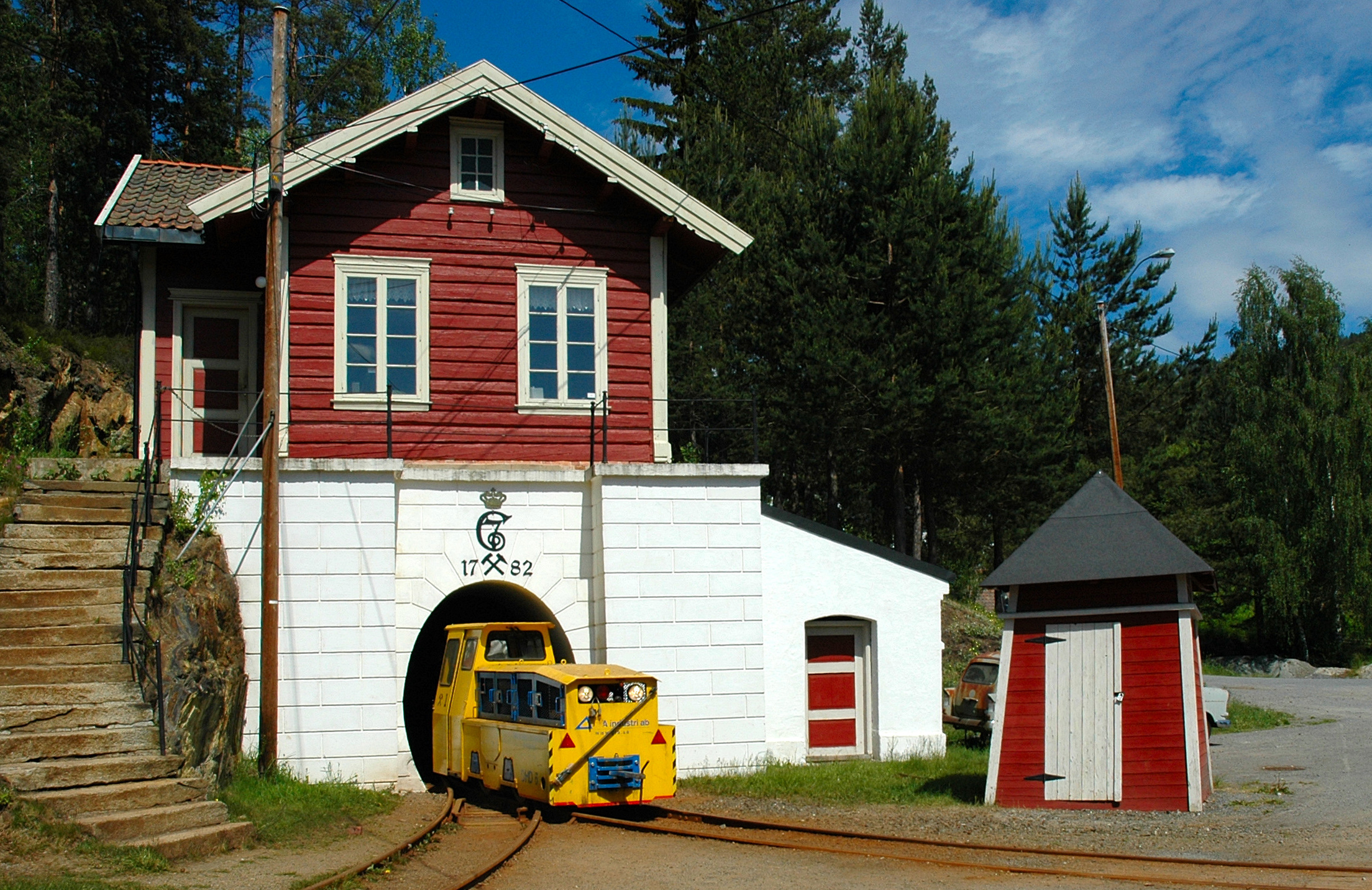
Eingang zur Kongens gruve, in Saggrenda bei Kongsberg

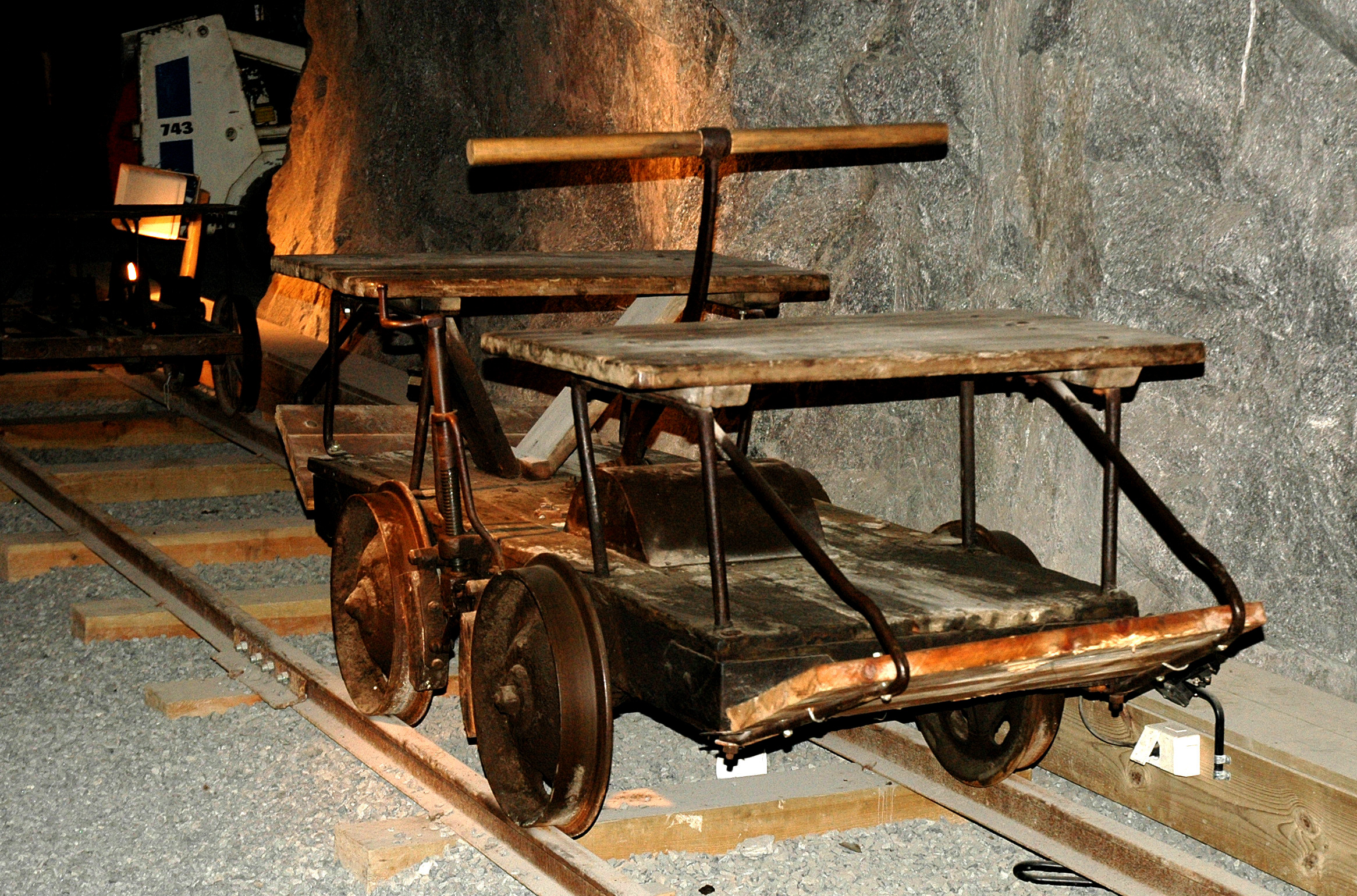
Die alte Draisine der Grubenbahn wurde zum Personentransport im Christian 7.-Stollen in der ersten Hälfte des 18. Jahrhunderts eingesetzt. Das Exponat ist in der Königsgrube in Saggrenda, Kongsberg zu sehen.

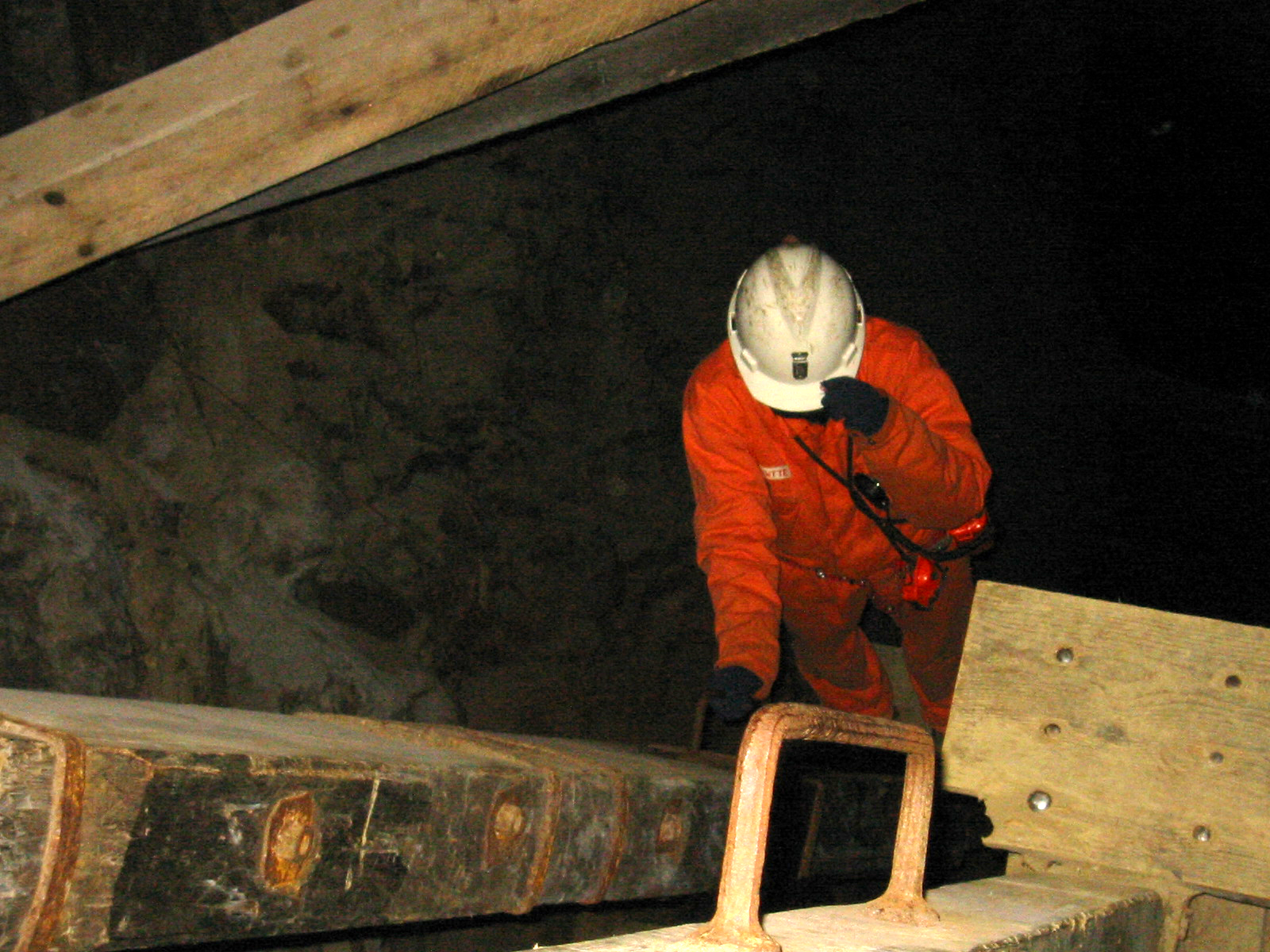
Fahrkunst, in der Kongens gruve, Saggrenda, Kongsberg.

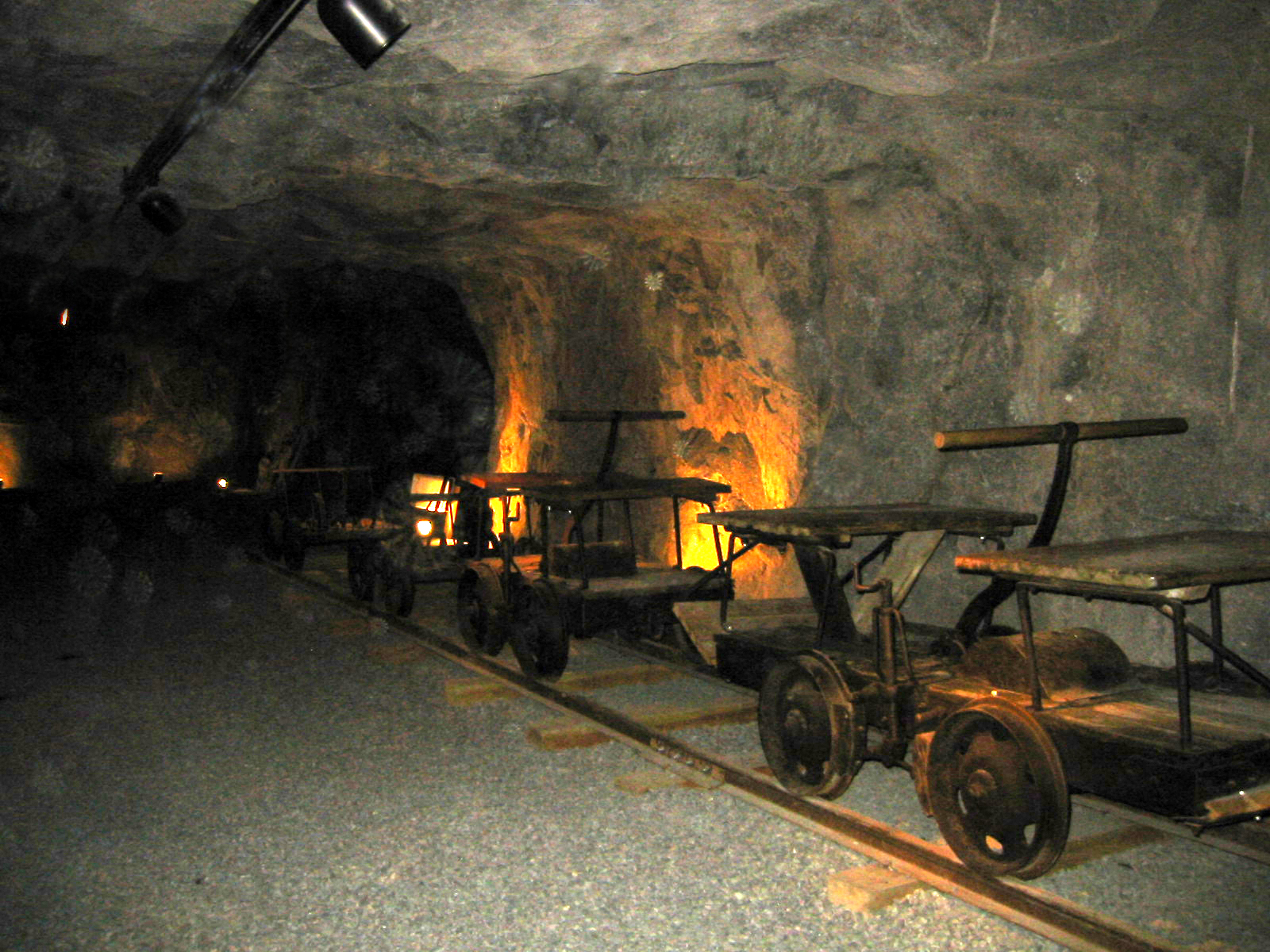
Die Kongs Gruve in Saggrenda

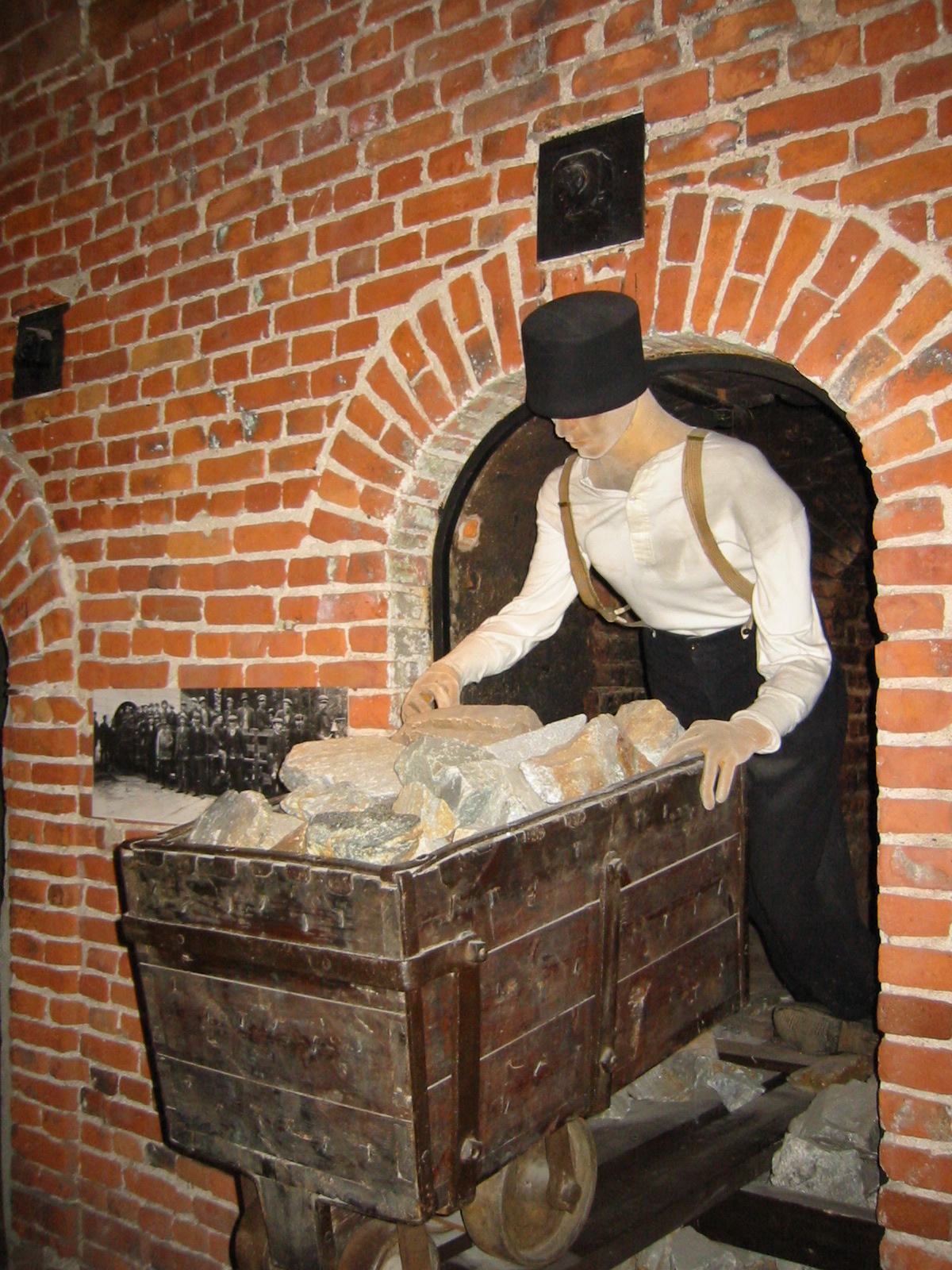
Eines der Ausstellungsstücke im Bergwerksmuseum

Das Museumsgebäude in Kongsberg beherbergt auch andere verschiedene andere Sparten, die sich nicht unmittelbar mit dem Thema Bergbau beschäftigen. Dazu gehören das Königliche Münzmuseum, das Kongsberg Industriemuseum, das Waffenfabrikmuseum Kongsberg zu der ehemaligen Kongsberg Våpenfabrikk und das Kongsberg Skimuseum, die sich die gleichen Räumlichkeiten mit dem Bergbaumuseum teilen. Darüber hinaus gehören zum Norwegischen Bergwerksmuseum auch die Außenstelle in Saggrenda mit einem Museum in den ehemaligen Bergwerksgebäuden, dem dortigen Silberbergwerk Kongsberg, den Wohnhäusern und Arbeiterbaracken („Sakkerhusene“) in der Nähe der Gruben und die Bergbaufolgelandschaft von Knutefjell dazu. Das Museum bietet auch spezielle Wanderungen und Stadtführungen zum Bergbau rund um Kongsberg und Umgebung an.

## Königliche Münzmuseum
Die königliche Münze wurde 1686 durch König Christian V. gegründet und war ein wichtiger Teil des Silberbergwerk Kongsberg bis zu seiner Schließung 1958. Das Münzunternehmen wurde ab 1962 vom norwegischen Finanzministerium geführt, bis es später an die Norges Bank übertragen und 2001 als Gesellschaft mit beschränkter Haftung an die Samlerhuset AS und Mint of Finland Ltd. verkauft wurde. Die Museumssammlungen blieben bei den Verkäufen gänzlich unberührt. Das jetzige Münzmuseum im Norwegischen Bergwerksmuseum besitzt Belegexemplare fast aller Münzen von der Zeit Christian IV. bis heute.

## Kongsberg Skimuseum
Das ebenfalls am gleichen Standort befindliche Kongsberg Skimuseum wurde auf Initiative des norwegischen Skisportlers Birger Ruud gegründet. Das Museum informiert über die Geschichte des Skis durch die verschiedenen Zeiten, speziell der norwegischen und vor allem der Kongsberger Skigeschichte, sowie vom Skifahren von der Mitte der 1920er Jahre bis in die 1950er Jahre und jetzt.

## Waffenfabrik Museum Kongsberg
Zuletzt wurde am Standort des Bergwerksmuseums die ehemalige Kongsberg Våpenfabrikk (Kongsberg Waffenfabrik) mit einbezogen. Das Museum ist relativ klein, aber mit einer Vielzahl von aufwendigen Exponaten ausgestattet. Das Museum informiert über die Entwicklungen der Waffen- und Rüstungsindustrie bis in die heutige Zeit.

## Sakkerhusene
Sakkerhusene ist eine Arbeiterwohnsiedlung in Saggrenda mit den ehemaligen Wohnhäusern und Baracken, die von den Bergleuten und Pendlern bis zum Ende des Bergbaus in Kongsberg bewohnt wurden. Die Gebäude der Wohnanlage haben verschiedene Funktionen (bis hin zu einer Cafeteria für die Angestellten der Museen und der Silberbergwerke). Einige Zimmer der Gebäude sind noch so eingerichtet, wie zu den Zeiten als das Bergwerk noch in Betrieb war und können in speziellen Führungen durch Touristen besichtigt werden.

## Silbergrube
Vielleicht der wichtigste Teil des Norwegischen Bergbaumuseums sind die ehemaligen Silberbergwerke des Kongsberg Sølvverk in Saggrenda, was sich etwa 7 km westlich von Kongsberg befindet.
In der Sommersaison können Besucher unter Begleitung in das ehemalige Silberbergwerk, den Christian VII.-Stollen und das größte Silberbergwerk, die Kongens Gruve (Königsgrube), mit der ehemaligen Grubenbahn und Draisinen einfahren. Die Grube kann von Touristen bis zu 2 300 Meter weit in den Berg 340 Meter unter der Oberfläche  besichtigt und befahren werden. Einer der Höhepunkte in der Silbergrube ist die alte Fahrkunst, die noch in Gang gesetzt werden kann, wie es früher im Silberbergwerk bei den Bergleuten üblich war.
Außerhalb der Museen und der Silbergruben sowie der Sakkerhusene-Siedlung können Besucher im Sommer an verschiedenen anderen Aktivitäten teilnehmen, wie zum Beispiel an der alten Bergbautechnik des Feuersetzens.